# Демчик, Андрей Владимирович
Андре́й Влади́мирович Де́мчик (укр. Андрій Володимирович Демчик; 14 декабря 1975, Житомир — 5 мая 2024, Работино) — украинский военнослужащий, солдат, участник российско-украинской войны. Герой Украины (30 сентября 2024, посмертно).

## Биография
Родился 14 декабря 1975 года в Житомире. Окончив школу № 20, поступил в Житомирский автомобильно-дорожный колледж.
С началом российского вторжения в Украину добровольно стал в защиту Украины в составе одного из подразделений ТРО ВСУ. Участвовал в боях за освобождение Харьковской области.
Погиб 5 мая 2024 года при выполнении боевого задания.

## Награды
- Звание «Герой Украины» с удостоением ордена «Золотая Звезда» (30 сентября 2024, посмертно) — за личное мужество и героизм, проявленные в защите государственного суверенитета и территориальной целостности Украины, верность военной присяге[2].